# Kasteel van Villerouge-Termenès
Het Kasteel van Villerouge-Termenès (Frans: Château de Villerouge-Termenès) is een kasteel in de Franse gemeente Villerouge-Termenès.